# Лукино (Вышневолоцкий район)
Лукино (карел. Lukina) — деревня в Вышневолоцком городском округе Тверской области.

## География
Находится в центральной части Тверской области на расстоянии приблизительно 21 км по прямой на восток от города Вышний Волочёк у южного берега озера Судомля.

## История
Была отмечена на карте 1825 года. В 1859 году здесь (деревня Вышневолоцкого уезда) было учтено 14 дворов. До 2019 года входила в состав ныне упразднённого Дятловского сельского поселения Вышневолоцкого муниципального района.

## Население
Численность населения составляла 85 человек (1859 год), 66 (русские 97 %) в 2002 году, 53 в 2010.